# Лавлейс, Ричард, 1-й барон Лавлейс
Ричард Лавлейс, 1-й барон Лавлейс (англ. Richard Lovelace, 1st Baron Lovelace; 1564 — 22 апреля 1634) — английский дворянин и политический деятель, 1-й барон Лавлейс (с 1627 года).

## Биография
Ричард Лавлейс был сыном землевладельца Ричарда Лавлейса и его жены Анны Уорд, дочери сэра Ричарда Уорда.
Получил образование в Мертон-колледже Оксфордского университета, после окончания которого поступил на военную службу. Был участником английской военной экспедиции 1596 года, которая была направлена к берегам Испании, а затем служил в Ирландии под командованием графа Эссекса, который 5 августа 1599 года посвятил его в рыцари.
В феврале 1601 года Ричард был арестован по обвинению в причастности к заговору против королевы Елизаветы I, поскольку он был близким другом графа Эссекса. Он был признан невиновным и в том же году был принят в парламент, куда в последующие годы избирался от нескольких избирательных округов.
В 1610 году Ричард был назначен главным шерифом Беркшира, которым был в течение года.
В 1626 году Ричард был назначен главным шерифом Оксфордшира, которым был в течение года. В том же, 1627 году король Карл I пожаловал ему титул барона Лавлейс, который сделал его пэром.
Скончался 22 апреля 1634 года в возрасте около 70 лет.

## Семья
Его первой женой была Кэтрин Джилл, брак был бездетным. В 1608 году женился на Маргарет Додуорт, у супругов было 9 детей (4 сына и 5 дочерей), среди которых был Джон Лавлейс (1616—1670), унаследовавший титул отца.